# Jelica
Jelica je žensko osebno ime.

## Izvor imena
Ime Jelica je različica ženskih osebnih imen Jela, Jelena, Elizabeta oziroma Gabrijela.

## Pogostost imena
Po podatkih Statističnega urada Republike Slovenije je bilo na dan 31. decembra 2007 v Sloveniji število ženskih oseb z imenom Jelica: 277.

## Osebni praznik
V koledarju se ime Jelica uvršča k imenom, iz katerih izhaja.